# Zuma (album)

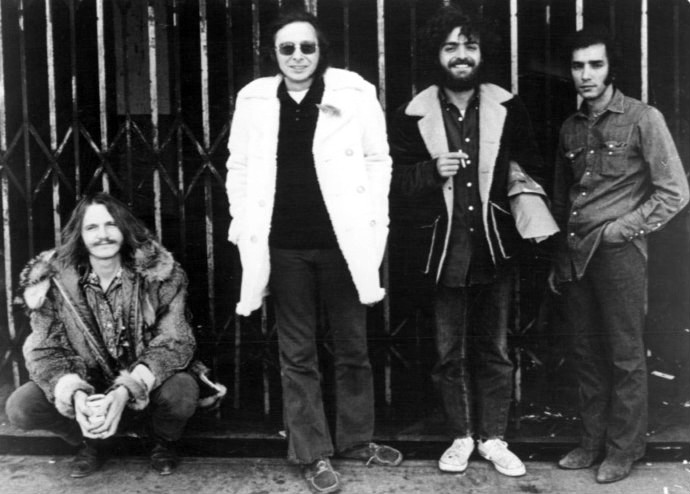
Crazy Horse in 1972

Zuma is het zevende studioalbum van Neil Young en dateert uit 1975. Na een drietal sombere albums (onder fans The Ditch Trilogy genoemd) bevatte dit album hernieuwde levenslust. Het album staat grotendeels vol met stevige, energetische (country-)rock songs. Young speelde voor het eerst sinds jaren weer met zijn band Crazy Horse - waarin Frank 'Poncho' Sampedro de lege plek van Danny Whitten had ingenomen. 

## Muziek
Danger bird en Cortez the killer duren circa 7 minuten en bevatten lange gitaarsolo’s. Don’t cry no tears en Looking for a lover zijn melodieuze countryrock nummers en Stupid girl en Drive back zijn rocknummers. Het slotnummer Through my sails is een resultaat van opnamesessies uit 1974 met Crosby, Stills, Nash & Young. Daarnaast was de relatie die Young had met actrice Carrie Snodgress beëindigd. Het album bezingt in diverse songs het leven van een vrijgezel (Drive back, Lookin' for a love, Stupid girl e.a.).

## Tracklist
| Nr. | Titel              | Duur |
| --- | ------------------ | ---- |
| 1.  | Don't cry no tears | 2:34 |
| 2.  | Danger bird        | 6:54 |
| 3.  | Pardon my heart    | 3:49 |
| 4.  | Lookin' for a love | 3:17 |
| 5.  | Barstool blues     | 3:02 |

| 6.                 | Stupid girl       | 3:13 |
| 7.                 | Drive back        | 3:32 |
| 8.                 | Cortez the killer | 7:29 |
| 9.                 | Through my sails  | 2:41 |
| Totale duur: 36:34 |                   |      |

## Muzikanten
Neil Young & Crazy Horse
- Neil Young: gitaar, zang
- Frank Sampedro: gitaar
- Billy Talbot: bas, zang
- Ralph Molina: drums, zang

behalve:
"Pardon My Heart"
- Neil Young: gitaar, zang
- Tim Drummond: bas
- Billy Talbot: zang
- Ralph Molina: zang

en
"Through My Sails" (Crosby, Stills, Nash & Young)
- David Crosby: zang
- Stephen Stills: bas, zang
- Graham Nash: zang
- Neil Young: gitaar, zang
- Russ Kunkel: conga's

## Album
Dit album is opgenomen tussen juni 1974 en augustus 1975 in Broken Arrow Ranch in Redwood City (Californië). De plaat is geproduceerd door Neil Young in samenwerking met David Briggs (de tracks 1, 2, 5, 6, en 7) en Tim Mulligan (tracks 3, 4 en 8). Het album is vanaf 1993 ook op Compact Disc verkrijgbaar. 
Op de voorkant van de albumhoes staat een zwart-wittekening met o.a. een vogel, een zwevende vrouw, piramide, een boot en bergtoppen. Binnen in het boekwerkje staan nog vier tekeningen met dezelfde onderwerpen.  De hoes is ontworpen door James Mazzeo. 
Van dit album zijn twee singles verschenen: Looking for a love/Sugar Mountain en Drive back/Stupid girl.  Beide singles hebben de hitlijsten niet gehaald. 

## Ontvangst
Het album Zuma van Neil Young werd over het algemeen goed ontvangen. De plaat haalde # 25 in de Verenigde Staten en # 44 in Groot-Brittannië. Het album stond in een van de voorlopers van de Nederlandse Album Top 100 elf weken genoteerd met als hoogste plek # 4.
AllMusic waardeerde het album met vier en een halve ster (maximum vijf).  Muziekkrant Oor plaatste dit album op een zesde plaats in de jaarlijst over 1975. Het album stond 329 op de Rolling Stone lijst van de 500 beste albums. 